# Klimaatakkoord

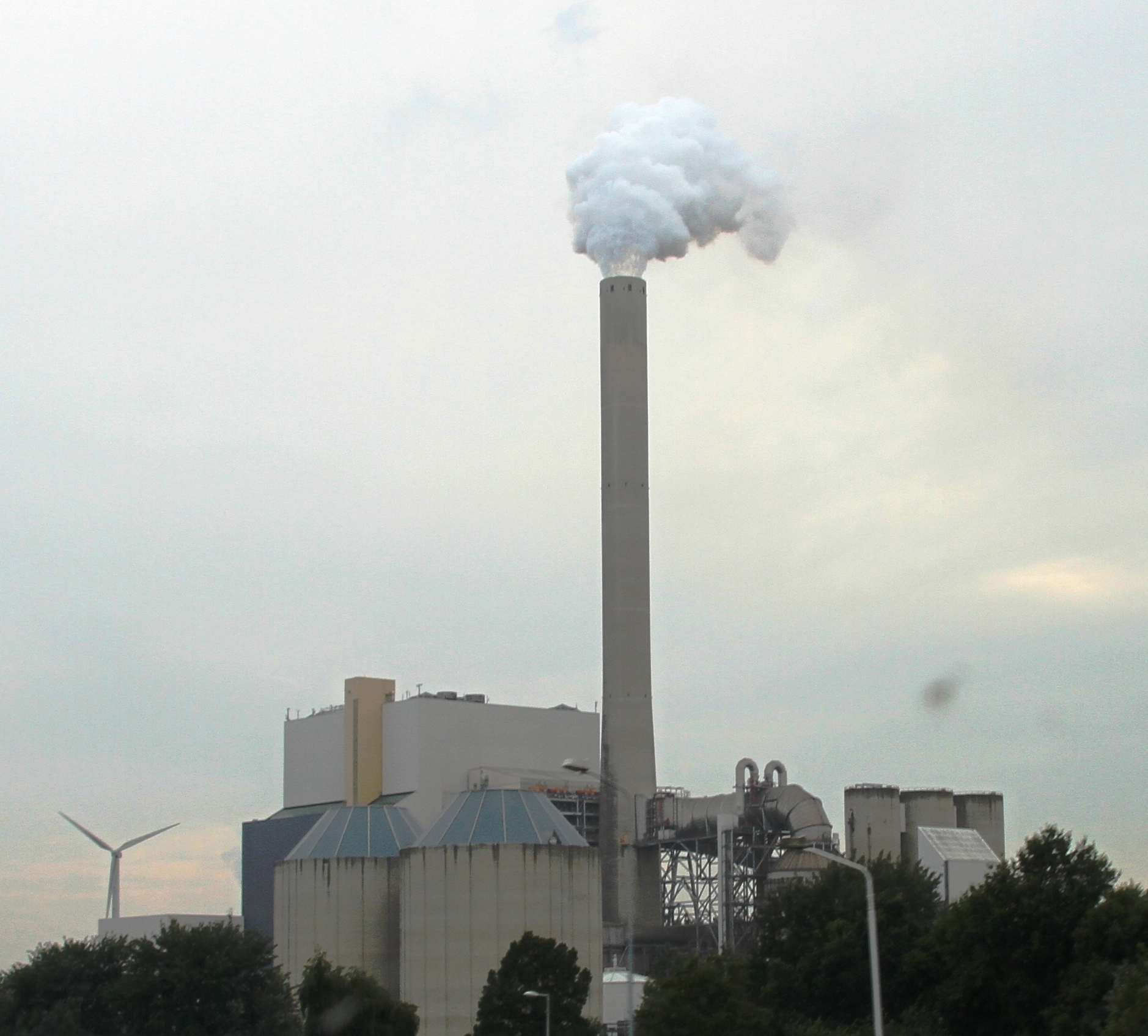
De sluiting van de CO_{2}-uitstotende Hemwegcentrale (eind 2019) was een van de eerste verwezenlijkte maatregelen uit het klimaatakkoord.

In Nederland sloten bedrijven en (overheids-)organisaties voor de invulling van klimaatbeleid in 2019 het Klimaatakkoord. In het Klimaatakkoord staan afspraken met vijf sectoren over de maatregelen om de klimaatdoelen te halen. Doel is de uitstoot van koolstofdioxide (CO2) te verminderen en zo de Nederlandse bijdrage aan wereldwijde klimaatverandering te beperken.

## Doelen
Het doel van de maatregelen uit het klimaatakkoord is een grootschalige reductie van de CO2-uitstoot ten opzichte van 1990: 49% in 2030 en 95% in 2050. Deze doeleinden vloeien voort uit de klimaatafspraken die de internationale gemeenschap in 2015 maakte in het akkoord van Parijs en zijn in Nederland officieel vastgelegd in de Klimaatwet. Het klimaatakkoord is dus zelf geen wet, maar geeft inhoudelijk invulling aan de doelen uit de Klimaatwet.
De doelen van het Klimaatakkoord zijn intussen ingehaald door de doelen van de Europese klimaatwet die in juni 2021 verscheen. Hierin is opgenomen dat de EU in 2050 klimaatneutraal is en dat voor 2030 het doel is 55% reductie ten opzichte van de CO2 emissie in 1990. Na 2050 wil de EU naar negatieve emissies. De Europese klimaatwet is een verordening. Dat betekent dat hij voor alle landen, provincies, regio's, waterschappen en gemeenten geldt.
De in het klimaatakkoord aangekondigde maatregelen omvatten onder meer het volgende:
- Elektriciteit: Extra investeringen in duurzame energiebronnen: zonne-energie, windenergie en aardwarmte. In 2030 minstens tien keer zo veel windparken op zee als in 2019.
- Industrie: Een CO2-belasting voor bedrijven die tot 2030 oploopt tot maximaal 130 euro per ton. De sluiting van de Hemwegcentrale als kolencentrale. Investeringen in energiebesparende innovatie en de verdere ontwikkeling van CO2-afvang en -opslag.
- Mobiliteit: Meer aandacht voor alternatieven voor de auto. De invoering van extra milieuzones in steden en een vorm van rekeningrijden. Vanaf 2030 moeten alle nieuwe auto's emissieloos zijn.
- Landbouw: Investeringen in andere vormen van bemesting, die de uitstoot van methaan in de melkveehouderij terugdringen.
- Gebouwde omgeving: Subsidie voor woningisolatie en het aanleggen van zonnepanelen, het aardgasvrij maken van woonwijken, een hogere belasting op aardgas en een warmtefonds voor voordelige leningen om energiebesparende maatregelen te bekostigen.

De bestaande borgingscommissie van het energieakkoord zet de werkzaamheden voort voor het klimaatakkoord.

## Klimaatberaad
Het klimaatakkoord was een belofte uit het regeerakkoord van Rutte III en werd vanaf begin 2018 uitgewerkt door het zogeheten klimaatberaad. Onder leiding van oud-minister Ed Nijpels (VVD) vergaderden overheid, bedrijven en milieuclubs via vijf 'sectortafels' - elektriciteit, industrie, mobiliteit, landbouw en gebouwde omgeving - over mogelijke maatregelen. De eerste voorstellen verschenen in juli 2018 en mikten onder meer op het aardgasvrij maken en isoleren van woningen, het investeren in zonne- en windenergie, en het ondergronds opslaan van CO2.
Na de kritisch ontvangen presentatie van een ontwerp-akkoord in december 2018, waarbij de milieubeweging op het laatste moment haar aanwezigheid afzegde en onenigheid ontstond over de kostenverdeling tussen de coalitiepartijen van Rutte III, volgde in april 2019 een nieuwe tussentijdse presentatie. Daarin kondigde het kabinet een CO2-belasting voor bedrijven aan, werden de kosten meer verschoven van de burger naar het bedrijfsleven en werd de uitvoering van veel maatregelen verzacht, bijvoorbeeld door duurzaamheidssubsidies. Met dezelfde boodschap werd het definitieve akkoord op 28 juni 2019 door het klimaatberaad en het kabinet gepresenteerd.
Het klimaatakkoord kwam tot stand door een lang overlegproces, dat in binnen- en buitenland werd aangehaald als een voorbeeld van het Nederlandse poldermodel. De kamerleden Akerboom en Van Raan vinden het poldermodel ongeschikt voor effectief klimaatbeleid.
Vertegenwoordigers van allerlei sectoren kwamen samen in vijf overlegorganen of 'klimaattafels', die hun conclusies en plannen vervolgens bundelden in één groot akkoord. Elke sectortafel had daarbij een eigen onafhankelijke voorzitter:

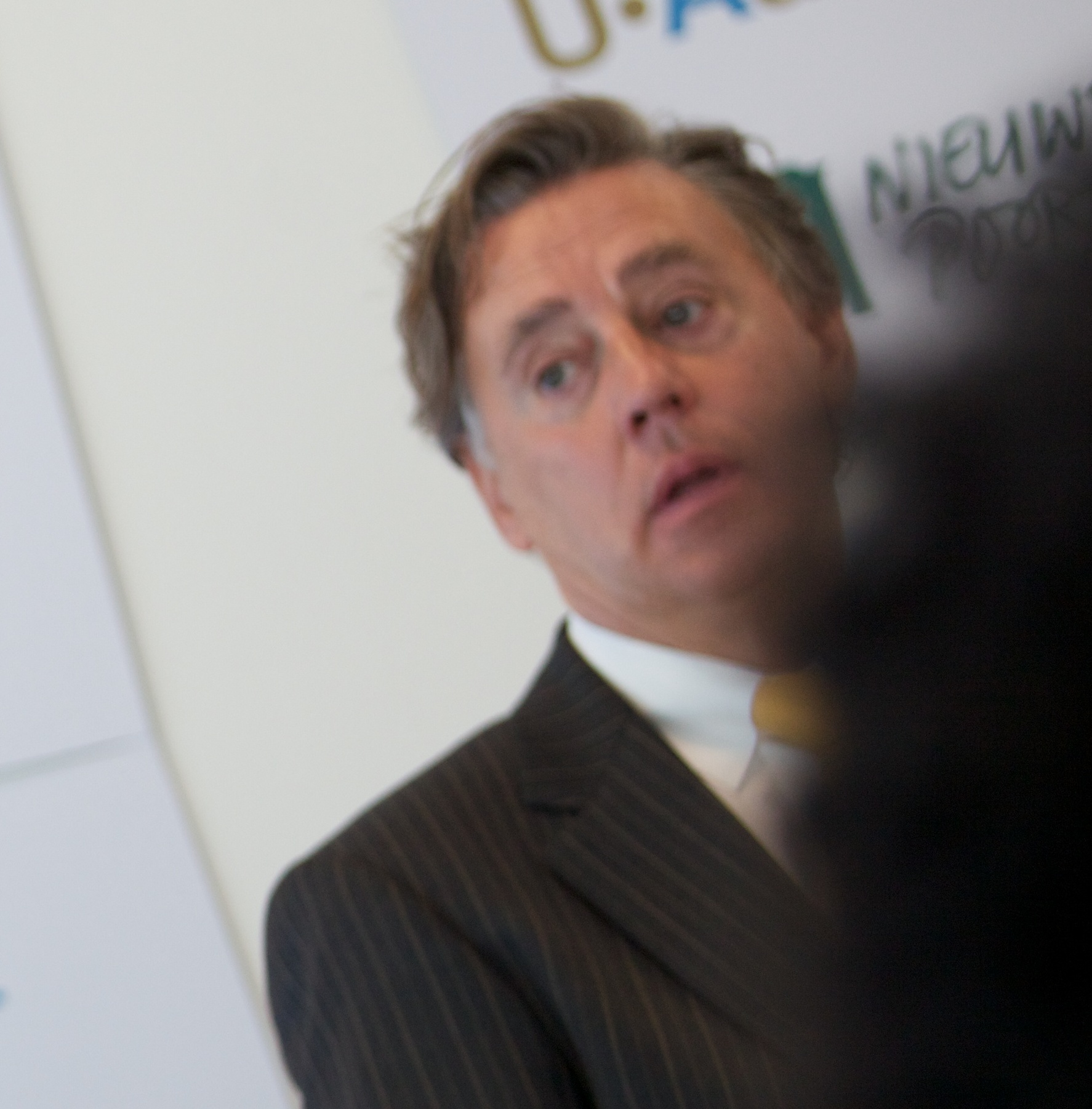
Ed Nijpels (voorzitter klimaatberaad)
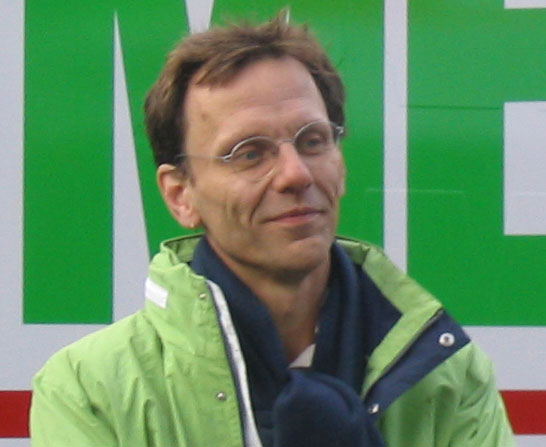
Kees Vendrik (elektriciteit)
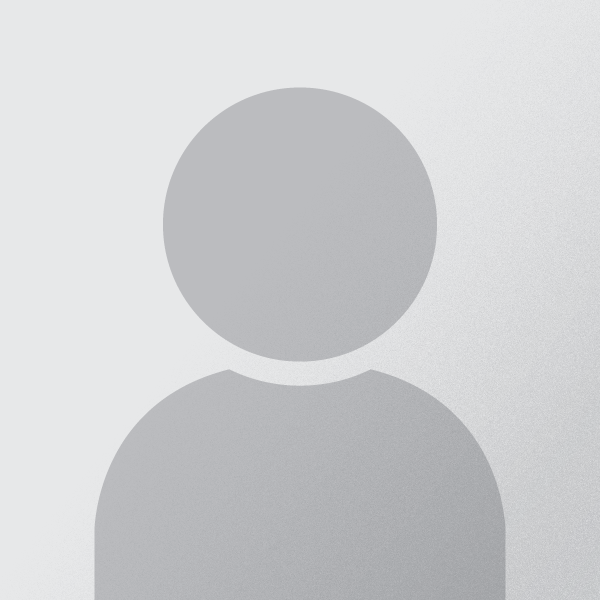
Manon Janssen (industrie)
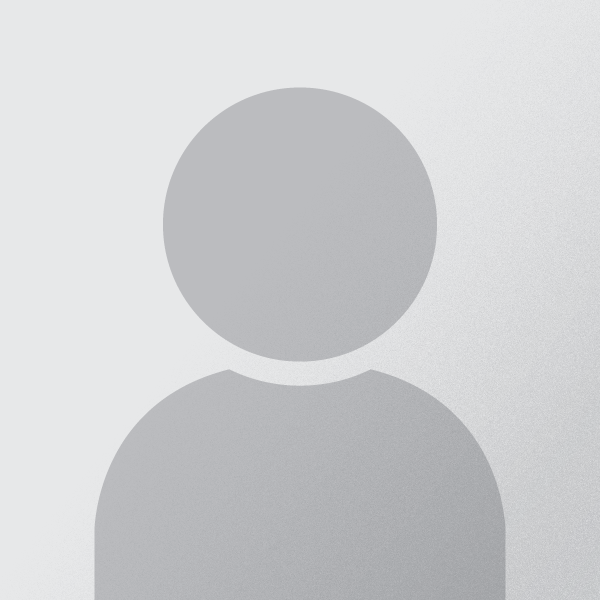
Annemieke Nijhof (mobiliteit)
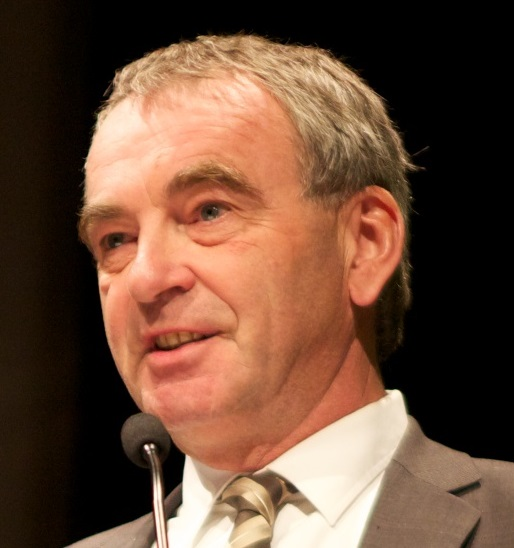
Pieter van Geel (landbouw)
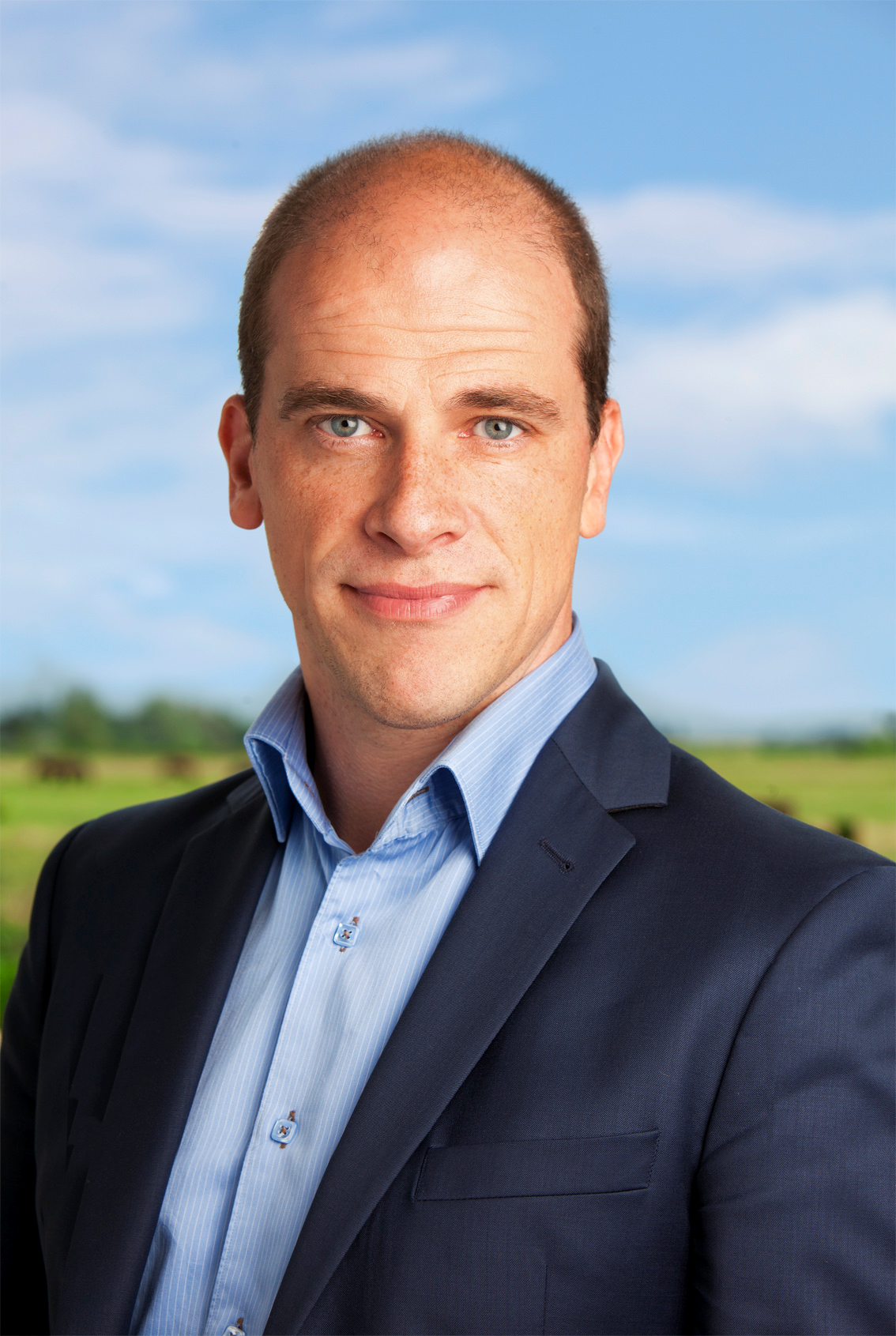
Diederik Samsom (gebouwde omgeving)

## Kritiek
De vicepresident van de Raad van State Thom de Graaf uitte kritiek op het klimaatakkoord. Het sluiten van akkoorden door de regering buiten het parlement om is een risico voor de democratie doordat de politiek amper inbreng heeft.